# Hanover (Pensylwania)
Hanover – miejscowość (borough) w hrabstwie York, w południowej części stanu Pensylwania, w Stanach Zjednoczonych. W 2013 roku miejscowość liczyła 15 365 mieszkańców.
Miejscowość rozplanowana została w 1763 roku przez pułkownika Richarda McAllistera, a oficjalnie założona w 1815 roku. Nazwa miejscowości pochodzi od niemieckiego Hanoweru.
Podczas wojny secesyjnej, 30 czerwca 1863 roku, pod Hanoverem rozegrała się bitwa pomiędzy wojskami Unii i Konfederacji.